# Eupithecia irriguata
Eupithecia irriguata là một loài bướm đêm thuộc họ Geometridae. Loài này được tìm thấy ở châu Âu và Bắc Phi.
Sải cánh dài 18–20 mm. The moths gặp ở tháng 4 đến tháng 6 tùy theo địa điểm.
Ấu trùng ăn lá Quercus.

## Hình ảnh

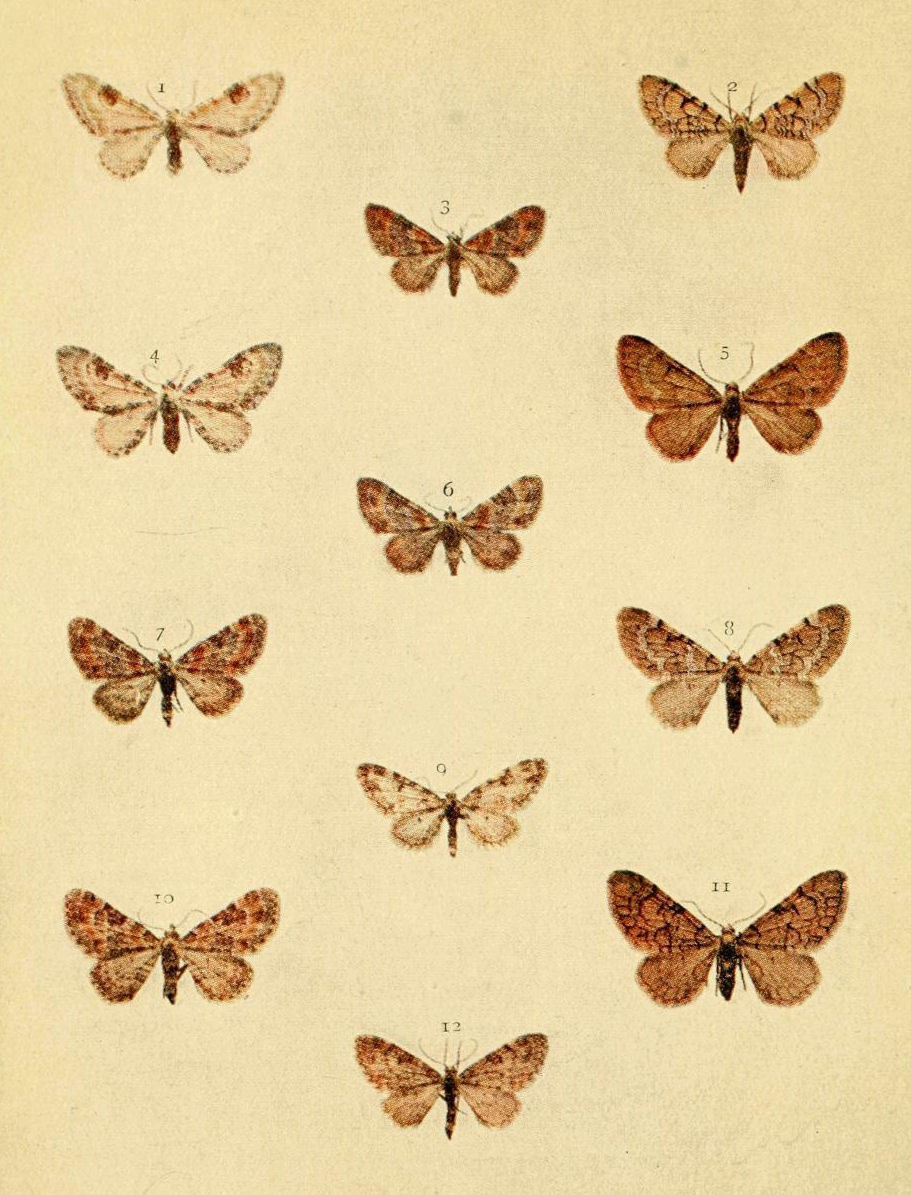